# Namiocerus cephalotes
Namiocerus cephalotes är en insektsart som beskrevs av Walker 1857. Namiocerus cephalotes ingår i släktet Namiocerus och familjen dvärgstritar. Inga underarter finns listade i Catalogue of Life.